# Joyce Cândido
Joyce Cândido da Costa  (Assis, 2 de janeiro de 1983) é uma artista brasileira.
Joyce Cândido é reconhecida no mundo globalizado pelo público e pela crítica especializada como uma cantora de música brasileira que encanta pela voz, interpretação e domínio do palco, se destacando pela dança, performance ao piano e presença cênica.
Oferece, através da música, entretenimento, alegria e emoção para as pessoas, impactando pela qualidade artística, técnica e estética.
Joyce já gravou e se apresentou ao lado de grandes nomes da cultura brasileira como João Bosco, Beth Carvalho, Milton Nascimento, Toquinho, Jorge Aragão, Bibi Ferreira, Marília Pêra, Zezé Motta, Elza Soares, Leny Andrade, Carlinhos de Jesus, Toninho Geraes, Danilo Caymmi entre outros.
Joyce também fez diversas apresentações pelo mundo: Midem (Cannes), Womex (Budapeste e Santiago de Compostela); projeto Novas Vozes do Brasil (Espanha); shows pela Alemanha, Itália, Portugal, França, Chéquia, Hungria, Países Baixos, Canadá e Japão.
Nasceu em Assis, cidade do interior de São Paulo, mas cresceu em Maracaí. Começou a estudar música e dança na infância. Estou piano com Maria Angélica Lacerda, se formou em piano no Conservatório Carlos Gomes de Marília, SP. Fez Faculdade de Música em Londrina, Paraná (UEL). Depois morou em Nova Iorque por três anos, onde estudou na Broadway. Fez aulas na Broadway Dance Center, Steps on Broadway e Alvin Ailey.
De volta ao Brasil, instalou-se no Rio de Janeiro. Chico Buarque reconheceu seu talento assim que chegou à Cidade Maravilhosa e a indicou para Biscoito Fino, onde lançou o álbum  “O bom e velho samba novo”. Bibi Ferreira, a grande dama do teatro, dirigiu seu show de lançamento.
Daí em diante Joyce ganhou o Brasil e o mundo com seu talento e a capacidade de emocionar e encantar as pessoas.
Lançou 6 álbuns:
- Panapaná ( independente  2006)
- O bom e velho samba novo ( Biscoito Fino 2011)
- O bom e velho samba novo ( DVD Warner Music 2013)
- O que sinto ( EP Warner Music 2014)
- Imaginidade ( independente infantil 2017)
- Samba Nômade ( Onerpm 2024)